# Senoko Energy
Senoko Energy Pte Ltd (SE) ist mit einer installierten Leistung von 3.500 MW der größte Stromerzeuger in Singapur.

## Geschichte
Die Anfänge von SE reichen bis in das Jahr 1976 zurück, als die ersten Blöcke des Kraftwerks Senoko errichtet wurden. PowerSenoko, so der Name damals, war zu diesem Zeitpunkt Teil des Public Utilities Board (PUB). Der staatliche Energieversorger PUB war bis 1995 Monopolist bei der Stromversorgung in Singapur. Im Rahmen der Privatisierung der Elektrizitätswirtschaft ab 1995 wurden Erzeugung und Verteilung von Elektrizität sowie die behördliche Aufsicht dafür in Singapur getrennt. PowerSenoko wurde 1995 als eine 100%ige Tochter der staatlichen Singapore Power Limited gegründet.
Am 1. April 2001 wurde PowerSenoko dann an die ebenfalls staatliche Temasek Holdings weitergereicht und in Senoko Power Ltd. (SP) umbenannt. Im September 2008 verkaufte Temasek Holdings SP für 3,65 Mrd. S$ an das Lion Power consortium. Am 13. Januar 2010 änderte SP seinen Namen und wurde zu Senoko Energy Pte Ltd.

## Eigentümer
Eigentümer von SE ist das Lion Power consortium, bestehend aus den japanischen Firmen Marubeni (30 %), Kansai Electric Power Company (15 %), Kyūshū Electric Power Company (15 %) und der Japan Bank for International Cooperation (10 %) sowie der französischen GDF Suez (30 %).

## Tochterunternehmen
100%ige Tochterunternehmen von SE sind:
- Senoko Gas Supply Pte Ltd (SGSPL): SGSPL ist als Gasversorger tätig.[10]
- Senoko Services Pte. Ltd. (SSPL): Auf dem Gelände des Senoko Marine Operations Centre betreibt SSPL Tanklager sowie ein Terminal, an dem Schiffe mit bis zu 274 m Länge und einem Tiefgang bis 11,5 m anlegen können.[11]

## Anlagen
SE betreibt in Singapur zwei Kraftwerke: das Kraftwerk Senoko (3.300 MW), das in der Industriezone Senoko des Distrikts North West gelegen ist, sowie das Kraftwerk Pasir Panjang (210 MW), das sich im Süden Singapurs, nicht weit vom Labrador Park befindet.

## Rechtsform
SE wurde als Private Limited Company (Pte Ltd) nach dem Recht Singapurs gegründet. Die Anzahl der Aktionäre ist bei dieser Art Firma auf 50 beschränkt. Pte Ltd ist der häufigste Typ von Firma in Singapur.